# Khristo Botev

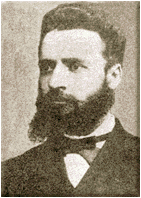
Khristo Botev.

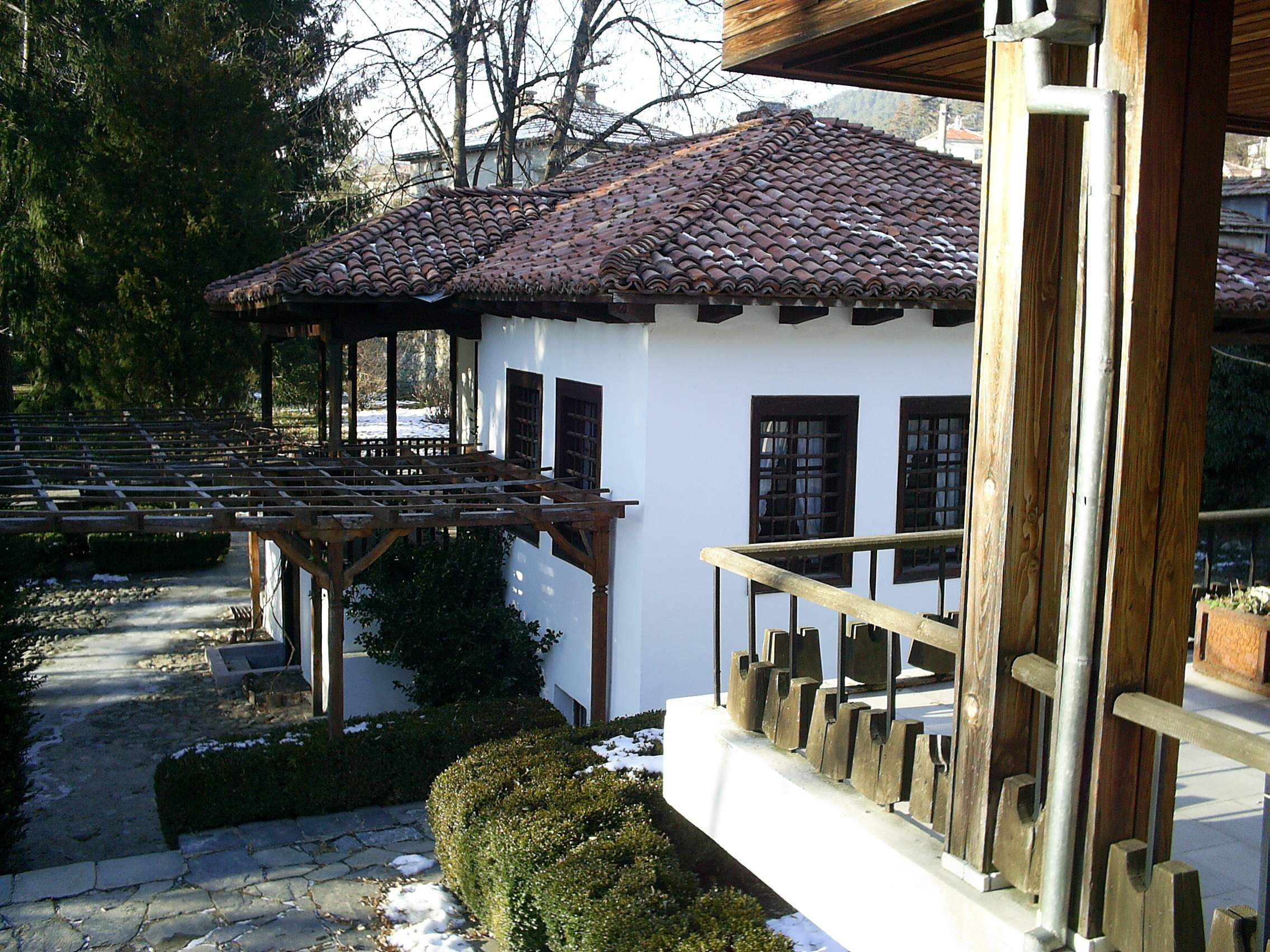
Maison de famille de Botev à Kalofer.

Khristo Botev (en bulgare : Христо Ботев ; SBOTCC : Hristo Botev ; /ˈxristo ˈbɔtɛf/) est un poète et un révolutionnaire bulgare né le 6 janvier 1848 et mort le 1er juin 1876.
Il est considéré comme héros national et l'anniversaire de sa mort est célébré chaque année.

## Biographie

### Jeunesse et éducation
Khristo Botev est né le 6 janvier 1848 à Kalofer (Bulgarie). De 1854 à 1858, il étudie à Karlovo, dans l'école où son père enseigne. Plus tard, il revient à Kalofer où il continue d'abord son éducation sous la direction de son père puis en juin 1863 à l'école, allant jusqu'à la troisième classe. En octobre de la même année, avec l'aide de Naïden Gerov, il part en Russie où il s'inscrit comme étudiant privé dans le Second lycée d'Odessa. Là-bas, il découvre la littérature russe.

### Émigration en Roumanie
Le 11 mai Khristo Botev prononce un discours enflammé sur les deux frères Cyrille et Méthode. En 1867, il est contraint de quitter Kalofer pour émigrer en Roumanie. À Brăila, il travaille avec Dimitar Panichkov pour le journal L'Aube du Danube. Dans le milieu de l'émigration révolutionnaire bulgare, il se rapproche de Hadji Dimitar et de Stefan Karadja.
En été 1867, il devient membre de la troupe (чета, tcheta) de Gelio Voïvoda, dans laquelle il occupe le poste de secrétaire. C'est à ce moment-là, qu'il écrit le poème Na proshtavane (« Adieu ! »). Pour diverses raisons, la troupe ne passera jamais en Bulgarie pour aller combattre.
En septembre, Khristo Botev s'inscrit à l'école de médecine de Bucarest, qu'il est contraint de quitter rapidement pour des raisons financières. Il est obligé de vivre dans un moulin abandonné en périphérie de Bucarest. Son colocataire n'est autre que Vassil Levski. Khristo restera marqué par sa capacité à surmonter les difficultés.
En février 1869, il devient instituteur à Alexandria. En août, il part en tant qu'instituteur à Izmaïl, où il restera jusqu'en mai 1871. Les années suivantes, il voyage de ville en ville. À Galați, il rencontre le révolutionnaire russe N. F. Meledine et entretient de nombreux contacts avec les cercles révolutionnaires d'Odessa.
Le 10 juin 1871, il publie son premier journal, La Parole de émigrants bulgares. En octobre, il participe à la réunion annuelle de l'association du livre bulgare.
En avril 1872, il est accusé d'activités révolutionnaires et de conspiration et est emprisonné. Il est très vite relâché grâce au soutien de Levski et Karavelov.
Khristo travaille alors en tant qu'imprimeur pour Karavelov. Il écrit également dans le journal Liberté, qui changera de nom pour Indépendance. Plus tard, il travaille en tant qu'associé et co-rédacteur de l'organe révolutionnaire.
Le 1er mai, il publie le journal satirique Réveil.
Le 20-21 août, il participe à la réunion de CCRB et continue plus tard à travailler en tant que nouveau secrétaire. Le mois suivant, il devient professeur à l'école bulgare de Bucarest.
En juillet 1875, il se marie avec Veneta et leur témoin de mariage est Gueorgui Stranski. Le 13 avril 1876, naît leur fille Ivana.
Le 5 mai 1875, Hristo débute la publication du journal Nouvelle Bulgarie.

### Activités révolutionnaires, commandant de troupe, mort
En 1875, après le début de l'insurrection en Bosnie-Herzégovine, le CCRB (Comité Central Révolutionnaire Bulgare) sous le commandement de Botev commence les préparations d'une insurrection en Bulgarie. Dans ce but, Khristo Botev se rend en Russie afin de collecter des fonds, des armes et afin de ramener le voïvode Filip Totyu.
Entre-temps éclate l'insurrection bulgare d'avril 1876 : mal préparée et ayant commencé trop tôt, elle est écrasée par les Ottomans. Cela conduit à la démission de Botev de son poste de chef du CCRB (Comité central révolutionnaire bulgare), ainsi qu'à la dissolution de l'organisation.
Botev n'arrête pas pour autant ces activités révolutionnaires. Après la création du Comité Révolutionnaire de Giurgiu, il prend contact avec ses membres. En mai 1876, il commence la rédaction du dernier numéro de son journal Nouvelle Bulgarie, dont il ne réussira à publier qu'un seul exemplaire.
En mai 1876, à la suite des dernières nouvelles de l'insurrection d'avril, Botev organise une troupe (чета, tcheta). Le 16 mai, à la tête de cette troupe, Botev embarque à Giurgiu sur le bateau Radetski. Afin de pouvoir monter à bord, Botev et sa troupe se font passer pour de simples ouvriers et cachent leurs armes et uniformes dans de grandes malles qui sont censées contenir des instruments de travail. Le 17 mai, Botev dévoile la vraie nature de la mission au capitaine du bateau et lui ordonne de s'arrêter sur les côtes bulgares du Danube à Kozlodouï.
À partir de Kozlodouï, la troupe se dirige vers le Grand Balkan, en passant par une dizaine de villages bulgares. Peu de Bulgares se joignent à la troupe malgré l'attente de celle-ci. La troupe combat alors à plusieurs reprises les soldats ottomans.
Le 1er juin (20 mai), la troupe engage la dernière bataille. Botev périt ce jour, tué au combat sur le mont Okolchitsa.

## Œuvre
| Titre original              | Translittération              | Traduction                     |
| --------------------------- | ----------------------------- | ------------------------------ |
| Майце си                    | Maytze si                     | À ma mère                      |
| Към брата си                | Kam brata si                  | À mon frère                    |
| Елегия                      | Elegía                        | Élégie                         |
| Делба                       | Delba                         | Division                       |
| До моето първо либе         | Do moeto parvo libe           | À mon premier amour            |
| На прощаване в 1868 г.      | Na proshtavane v 1868         | Adieu ! (1868)                 |
| Хайдути                     | Hayduti                       | Hayduk                         |
| Пристанала                  | Pristanala                    | Fugues                         |
| Борба                       | Borba                         | Lutte                          |
| Странник                    | Strannik                      | Étranger                       |
| Ней                         | Ney                           | À Elle                         |
| Патриот                     | Patriot                       | Patriote                       |
| Защо не съм...?             | Zashto ne sam...?             | Pourquoi ne suis-je pas...?    |
| Послание (на св. Търновски) | Poslanie (na sveti Tarnovski) | Épitre (à l'évêque de Turnovo) |
| Хаджи Димитър               | Haji Dimitar                  | Hadji Dimitar                  |
| В механата                  | V mehanata                    | À la taverne                   |
| Моята молитва               | Moyata molitva                | Ma prière                      |
| Зададе се облак темен       | Zadade se oblak temen         | Une nuit obscure vient         |
| Обесването на Васил Левски  | Obesvaneto na Vasil Levski    | La pendaison de Vasil Levski   |

Extrait d'un des poèmes
Hadji Dimiter
Là-bas dans le Balkan, il est toujours vivant.

Mais il gît et gémit, il est couvert de sang ;

Sa poitrine est percée d'une affreuse blessure.

Frappé dans sa jeunesse, il vit, notre héros.

## Hommages

### Propagande nationale
- Pendant la Seconde Guerre mondiale en Bulgarie, la radio clandestine du Parti communiste bulgare, basée en URSS et qui se donne pour mission d'appeler le royaume de Bulgarie à rompre avec l'Axe, porte le nom de Radio Hristo Botev  le nom de Radio Kościuszko pour les communistes polonais et celui de Radio Kossuth pour les communistes hongrois, cette appellation fait référence à une tradition patriotique pré-communiste. Le nom de Botev est aussi donné à des maquis et autres groupes de résistance[2].

### Toponymie
- Le pic Botev, point culminant de la chaîne montagneuse du Grand Balkan.
- Le point de Botev sur la montagne de Tangra en Antarctique.

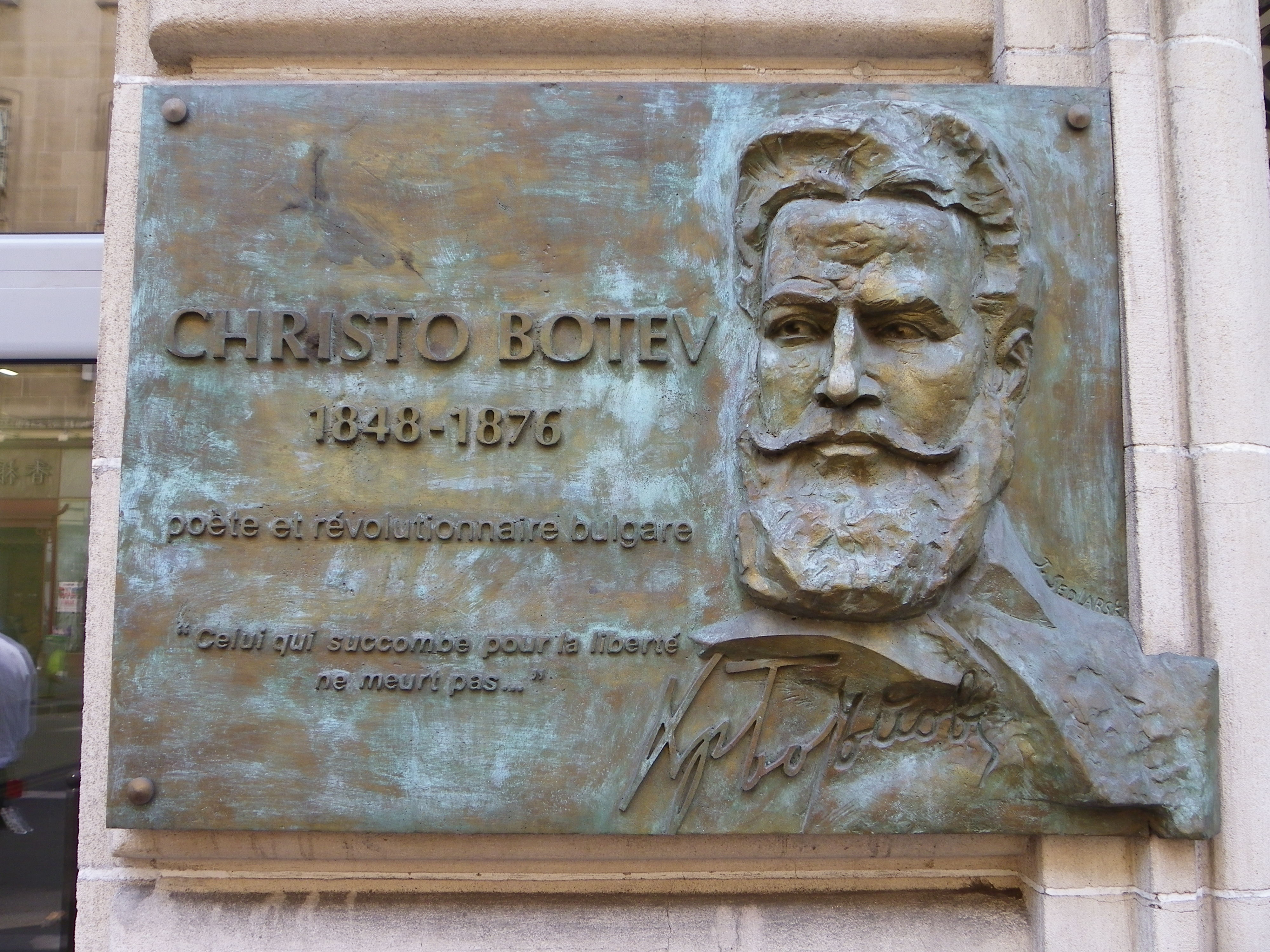
Plaque commémorative au 28 rue La Boétie à Paris.

- Une plaque en hommage à Khristo Botev est apposée sur la façade de l'Espace culturel bulgare situé 28 rue La Boétie à Paris[3].

### Littérature
- l'International Botev Prize

### Sports
- Le Botev Plovdiv et le Botev Vratsa
- Le Stade Hristo Botev où le Botev Plovdiv dispute ses matchs

### Astronomie
L'astéroïde (225238) Hristobotev est nommé en son honneur.